# Epava „Cynthiei”
Epava „Cynthiei” (franceză L'Épave du Cynthia) este un roman scris de Jules Verne și André Laurie în 1885.

## Povestea
În localitatea Noroë din Norvegia, doctorul Schwaryencrona remarcă un tânăr dotat cu o inteligență remarcabilă, pe nume Erik. Doctorul merge la casa părintească a tânărului, cerându-le părinților să-i permită să-l ia sub aripa sa ocrotitoare și să-i ofere o educație pe măsura intelectului său.
Cu această ocazie, el află că băiatul a fost adoptat de familia de pescari, care l-a găsit plutind în derivă pe când avea doar câteva luni. Singurul indiciu despre originea lui este numele navei din al cărei naufragiu a scăpat băiatul, Cynthia. Părinții i-l încredințează pe Erik doctorului, dar acesta este rugat să promită că-i va căuta adevărata familie.
Împreună, cei doi află că singurul marinar care a supraviețuit naufragiului Cynthiei este Patrick O'Donoghan, dar încercările de a da de urma sa sunt permanent sabotate de un anume Tudor Brown. Totuși, cei doi reușesc să pornească pe urmele marinarului care poate da la o parte vălul misterului originii băiatului. Ei călătoresc pe urmele vasului Vega - ultima ambarcațiune despre care se știe că l-ar fi avut la bord pe O'Donoghan - străbătând ghețurile polare, Alaska și ajungând până în Siberia. În cele din urmă, Erik își regăsește familia care-l credea mort.

### Capitolele cărții
| - I - Prietenul d-lui Malarius - II - În casa unui pescar din Noroë - III - Ideile lui Maaster Hersebom - IV. - La Stockholm - V. - Treisprezece zile de Crăciun - VI - Decizia lui Erik - VII - Opinia Vandei - VIII - Patrick O'Donoghan - IX - Cinci sute de lire sterline recompensă - X - Sir Tudor Brown - XI - În care aflăm despre Vega | - XII - Pasageri neașteptați - XIII - Spre sud-est - XIV - Printre ghețuri - XV - Cel mai scurt drum - XVI - De la Serdze-Kamen la Ljakow - XVII - În sfârșit! - XVIII - Salve de tun - XIX - Salve de pușcă - XX - Sfârșitul călătoriei - XXI - O scrisoare din Paris - XXII - Val-Féray: Deznodământ |

## Jules Verne și romanele lui Pashal Grousset

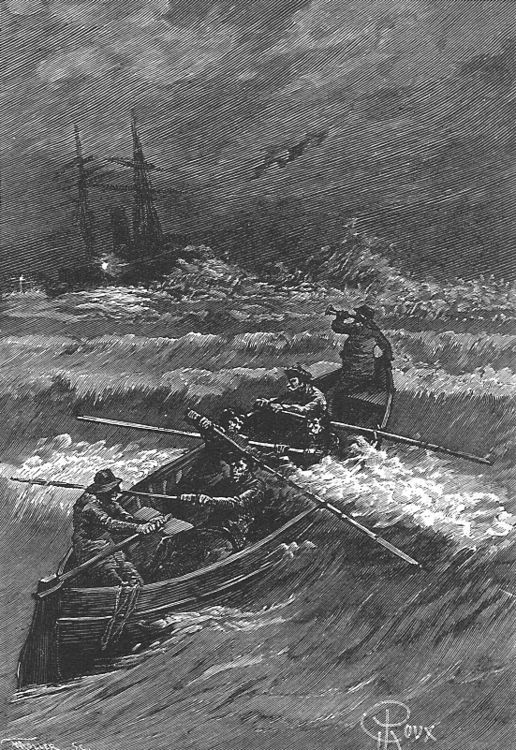
Ilustrație originală de George Roux, 1885

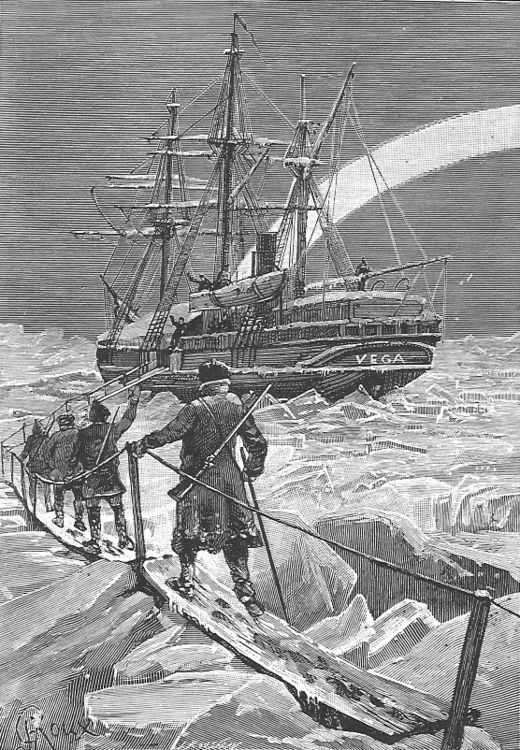
Ilustrație originală de George Roux, 1885

Jean François Pashal Grousset (1844-1909) a fost un politician francez care a participat activ la Comuna din Paris, devenind ulterior deputat. Ideile sale politice au dus la exilul său, lucru care i-a afectat cariera scriitoricească. Din acest motiv, el a folosit o serie de pseudonime pentru a-și putea publica opera în Franța, printre acestea numărându-se André Laurie, Philippe Daryl, Tiburce Moray și Léopold Virey.
În încercarea de a-l ajuta în demersul publicării, Pierre-Jules Hetzel i-a înmânat lui Jules Verne unele dintre romanele lui Grousset, cerându-i să le remanieze și să le publice sub numele său, pentru a avea trecere la public. Așa a fost cazul manuscrisului L'Héritage de Langevol (1879) (care vor deveni Cele 500 de milioane ale Begumei) și The Southern Star Mystery (1884) (care va deveni Steaua Sudului).
Dacă în cazul acestor două romane intervenția lui Verne asupra manuscrisului original a fost evidentă, nu la fel se poate spune despre Epava "Cynthiei". În acest din urmă caz, Verne doar a realizat o lectură și o validare a textului lui Grousset. Hetzel a adăugat numele lui Verne ca și co-autor din rațiuni comerciale, considerând că aceasta va spori vânzările romanului.

## Teme abordate în cadrul romanului
Deși acesta nu este un roman scris de Jules Verne, se întâlnesc totuși unele teme abordate și operele acestui autor:
- naufragiul (temă frecventă la Jules Verne, prezentă în romane ca Doamna Branican, Cancelarul, Copiii căpitanului Grant, Căpitan la cincisprezece ani, Insula misterioasă, Doi ani de vacanță, Școala Robinsonilor)
- căutarea familiei (temă regăsită și în Copiii căpitanului Grant, Doamna Branican și Un bilet de loterie)

## Lista personajelor
| - Dl. Bowles - Doamna Bowles - Dl. Bredejord - Dl. Tudor Brown - Dl. Joshua Churchill - Tommy Duff - Catherine Durrieu - Dl. Émile-Henri Durrieu - Dl. Georges Durrieu - D-na Durrieu - D-ra Greta-Maria - Maaster Hersebom - Erik Hersebom, alias Émile-Henri-Georges Durrieu - Katrina Hersebom | - Otto Hersebom - Vanda Hersebom - Kajsa - Doctotul Kergaridec - Klaas - Kristina Malarius - Olaf Malarius - Comandantul Marsilas - Patrick O'Donoghan - Regnild - Doctorul Roff Schwaryencrona - Dl. Squirrélius - Dl. Ward |

## Traduceri în limba română
Cartea nu a fost tradusă în românește.